# Катич, Андрея
Андрея Катич (словен. Andreja Katič; род. 22 декабря 1969, Словень-Градец, Корошка, СФРЮ) — словенский политический и государственный деятель. Заместитель председателя партии Социал-демократов. В прошлом — министр юстиции Словении (2018—2020), министр обороны Словении (2015—2018), депутат Государственного собрания Словении (2014—2015).

## Биография
Родилась 22 декабря 1969 года в городе Словень-Градец в СФРЮ.
В 1996 году окончила юридический факультет Мариборского университета, где, защитив диссертацию на тему иммиссий и отношений между правовой защитой in rem и in personam, получила степень бакалавра права.
Работала в местной администрации в Веленье, была руководителем муниципальной администрации Веленье. В течение нескольких лет возглавляла комитет по правовым и законодательным вопросам организации, объединяющей словенские города. Также была членом совета директоров альма матер и президентом ассоциации директоров муниципальных администраций страны.

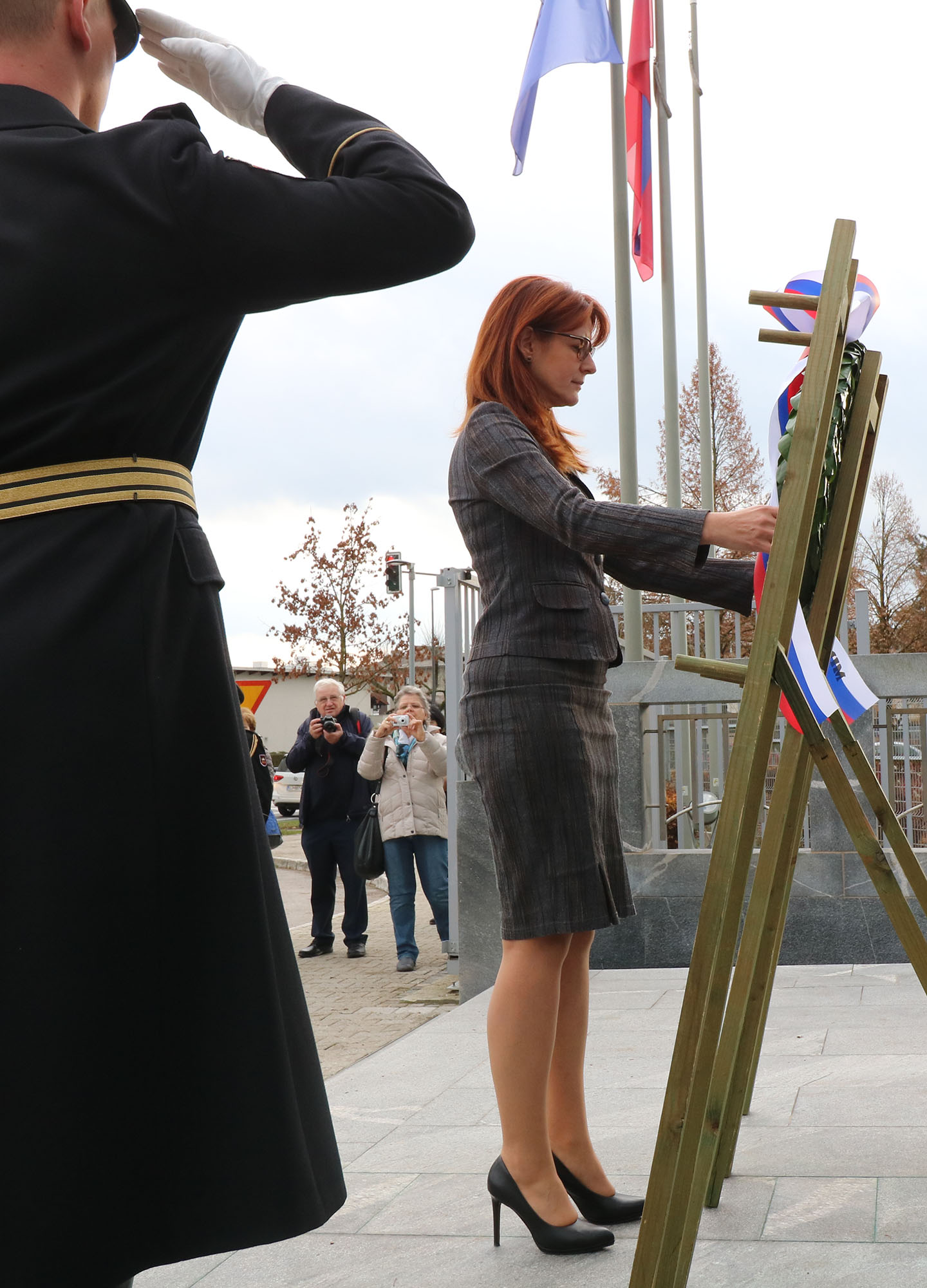
Министр обороны Словении Андреа Катич на торжественной церемонии в день памяти Рудольфа Майстера (2016)

На выборах 2014 года была избрана членом Государственного собрания Словении от партии социал-демократов. Стала вице-президентом Государственного собрания Словении (2014—2015).

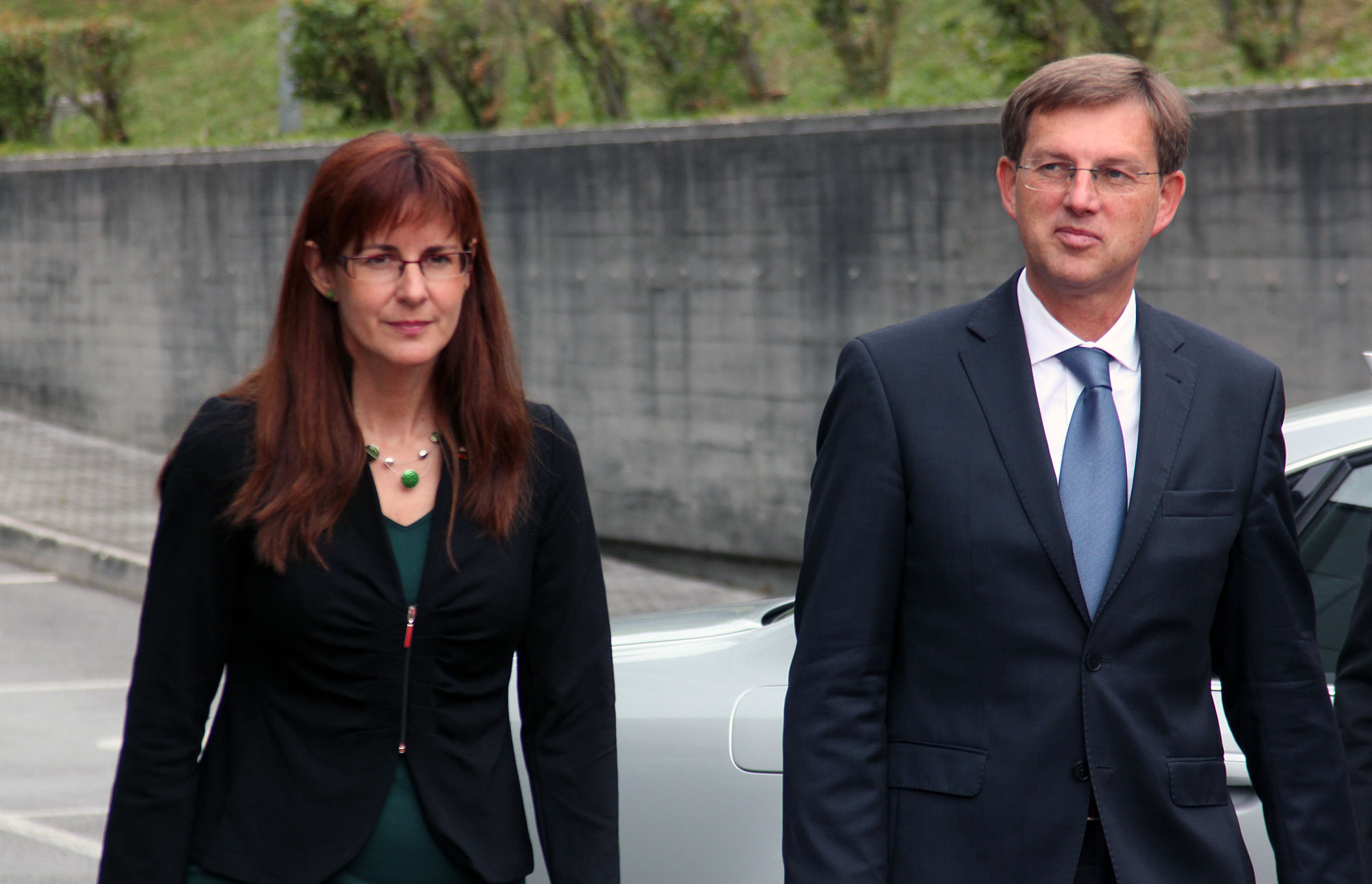
Андреа Катич и Мирослав Черар

В мае 2015 года вошла в правительство Мирослава Черара, заняв должность министра обороны.
В 2014—2015 годах — представитель Словении в Парламентской ассамблее Совета Европы.
В сентябре 2018 года назначена министром юстиции в новом кабинете, возглавляемом Марьяном Шарецем. Ушла в отставку в марте 2020 года.
Владеет английским, немецким и хорватским языками.